# Shay Elliott Memorial
Das Shay Elliott Memorial ist ein Radsport-Eintagesrennen, das seit 1958 in Irland ausgetragen wird.
Anfangs trug das Rennen den Namen Route de Chill Mhantain. Ende der 1960er Jahre wurde es zu Ehren von Seamus Elliott, des ersten Iren, der das Gelbe Trikot bei der Tour de France eroberte, Shay Elliott Trophy genannt. Der Sieger wurde von Elliott selbst geehrt. Nach dessen Tod im Jahre 1971 wurde es erneut umbenannt, in Shay Elliott Memorial. The Elliott gilt als das bedeutendste Eintagesrennen Irlands nach der nationalen Straßenmeisterschaft.
Bis 2001 war das Rennen ein nationaler Wettbewerb.

## Siegerliste
- 2022  Dean Harvey
- 2021  Matthew Teggart
- 2019  Ronan McLaughlin
- 2018  Ronan McLaughlin
- 2017  Darnell Moore
- 2016  Marc Potts
- 2015  Martyn Irvine
- 2014  Damien Shaw
- 2013  Conor Murphy
- 2012  Philip Lavery
- 2011  Tim Barry
- 2010  Dan Craven
- 2009  Matthew Cronshaw
- 2008  David O’Loughlin
- 2007  Malcolm Elliott
- 2006  Andrew Roche
- 2005  Kevin Dawson
- 2004  David O’Loughlin
- 2003  Alessandro Guerra
- 2002  Mark Lovatt
- 2001  David Peelo
- 2000  Stephen O’Sullivan
- 1999  Brian Kenneally
- 1998  Michael O’Donnell
- 1997  Ciarán Power
- 1996  David McCann
- 1995  Richie McCauley
- 1994  Mark Kane
- 1993  Kevin Kimmage
- 1992  Robert Power
- 1991  Colm Maye
- 1990  Daragh McQuaid
- 1989  Paul McQuaid
- 1988  Paul McCormack
- 1987  Anthony O’Gorman
- 1986  John Shortt
- 1985  Frank Relf
- 1984  John Shortt
- 1983  Raphael Kimmage
- 1982  Philip Cassidy
- 1981  Martin Earley
- 1980  Alan McCormack
- 1979  Peter Morton
- 1978  Billy Kerr
- 1977  Mick Nulty
- 1976  Alan McCormack
- 1975  Sean Kelly
- 1974  Sean Kelly
- 1973  Peter Doyle
- 1972  Pat McQuaid
- 1971  Joe Smyth
- 1970  Joe Smyth
- 1969  Terry Colbert
- 1968  Peter Doyle
- 1967  Hughie Davis
- 1966  Morris Foster
- 1965  Terry Colbert
- 1964  Noel O’Neill
- 1963  Vinny Higgins
- 1962  Paul Elliott
- 1961  Paul Elliott
- 1960  Vinny Higgins
- 1959  Peter Crinnion
- 1958  John Lackey